# هيدروكسي بروبيل السيللوز

## التسمية العامة
الدستور البريطاني : Hydroxypropylcellulose
الدستور الأوروبي : Hydroxypropylcellulosum
الدستور الأمريكي و لصيغ الوطنية الأمريكية : Hydroxypropylcellulose

## الأسماء المرادفة
Cellulose , hydroxypropyl ether ; E463 ; hyprolose ; Klucel ; Methocel ; NissoHPC ; oxypropylated cellulose.

## التسمية الكيميائية
Cellulose, 2-hydroxypropyl ether [9004-64-2]

## الاستخدام الصيدلاني
عامل ملبّس ، مستحلب ، مثبت ، معلق ، رابط في المضغوطات ، مسمّك ، رافع للّزوجة 
يُستخدم هيدروكسي بروبيل السيللوز بشكل واسع في الأشكال الصيدلانية الفموية و الموضعية التطبيق و يُستخدم بشكل رئيسي في الأشكال الفموية و كعامل رابط في المضغوطات و كعامل ملبّس و لتسهيل تحرر آلات التصنيع .
يمكن أن يُستخدم بتركيز (2-6)% وزن/وزن كعامل رابط في التحثير الجاف و الرطب . حيث تُستخدم الحثيرات الناتجة لتحضير المضغوطات بطريقة الضغط المباشر .
أما التركيز بين (15-35)% و هو يُستخدم لتحضير مضغوطات ذات تحرر مديد للدواء و تزداد سرعة تحرر الدواء مع تناقص لزوجة هيدروكسي بروبيل السيللوز .
إن إضافة عامل متشرد فعال سطحياً يؤدي لزيادة لزوجة هيدروكسي بروبيل السيللوز و بالتالي تناقص سرعة تحرر الدواء .
يمكن استخدام محلول نموذجي منه ذو تركيز 5% كفيلم تغليف للمضغوطات ، كما أن المحاليل المائية التي تحتوي هيدروكسي بروبيل السيللوز مع قليل من مثيل السيللوز أو محاليل الإيثانول يمكن أن تُستخدم كذلك ( لنفس الغرض السابق ) .
يمكن إضافة حمض الشمع Stearic acid أو حمض النخل Palmitic acid لمحاليل هيدروكسي بروبيل السيللوز الإيتانولية حيث تُستخدم كعامل ملدّن Plasticizer كما يمكن أن يُستخدم كعامل مفكك للمضغوطات عند إضافته بشكل خفيف مع مفككات أخرى و يمكن أن نستخدم هيدروكسي بروبيل السيللوز على المستوى الجزيئي لعمليات اصطناع الكبسولات و كعامل مسمّك .
يُستخدم هيدروكسي بروبيل السيللوز في الأشكال الصيدلانية الموضعية في اللصاقات الجلدية كما يمكن أن تُستخدم في مستحضرات التجميل و كذلك في المنتجات الغذائية كعامل مثبت و مستحلب .

## التأثير على صحة الجسم
يُستعمل هيدروكسي بروبيل السيللوز بشكل واسع كسواغ في الأشكال الصيدلانية الفموية و الموضعية التطبيق و يُستخدم بكثرة في مستحضرات التجميل و المنتجات الغذائية و يُشار إلى أنه مادة غير مخرشة و غير سامة إلا أن إدخاله كمادة صلبة في العينين يمكن أن يسبب حالات نادرة من عدم الارتياح أو التخرش بالإضافة لوذمة في الأجفان و فرط حساسية في العين . و من النادر ظهور التأثير الجانبي و لكنها قد تتضمن عند مرضى معينين التهاباً جلدياً تحسسياً بسبب وجوده في اللصاقات الجلدية .
لم تحدد منظمة الصحة العالمية ( WHO ) الكمية المأخوذة منه يومياً طالما أن مستوى استهلاكه لا يُعتبر خطيراً .
يمكن أن تُستخدم الكميات الكبيرة منه كمليّن Laxative effect .
			LD50 (mouse,IP)> 25 g/kg
			LD50 (mouse,IV)> 0.5 g/kg
			LD50 (mouse,oral)> 5 g/kg
			LD50 (rat,IP)> 25 g/kg
			LD50 (rat,IV) 10.25 g/kg
			LD50 (rat,oral) 10.2 g/kg

## سلامة الاستعمال
تختلف الاحتياطات المتبعة أثناء التعامل مع المادة باختلاف الكمية و الظروف المحيطة .
يمكن أن يسبب تخريشاً للعينين لذلك نحتاج لواقيات الأعين . كما يجب تجنب إطلاق كميات كبيرة من غباره لتخفيف مخاطر الانفجار .

## التنافرات
يتنافر هيدروكسي بروبيل السيللوز مع بعض العناصر المؤكسدة و لكونها عديمة الشحنة فهي لا تُشكل معقدات مع الأملاح المعدنية ، و مع المواد العضوية المتشردة لتشكل رواسب غير منحلة .